# سيرومازين
سيرومازين هو مركب كيميائي عبارة عن مشتق حلقي البروبيل من الميلامين. يستعمل السيرومازين كمبيد حشري، وينتمي إلى فئة مبيدات الحشرات المعروفة باسم التريازينات، ويعمل عن طريق التأثير على الجهاز العصبي لمراحل اليرقات غير الناضجة لبعض الحشرات. يستخدم السيرومازين في الطب البيطري أيضًا كمبيد للطفيليات الخارجية التي تصيب الحيوانات.  

## التنظيم
توفر خدمة سلامة الأغذية والتفتيش التابعة لوزارة الزراعة الأمريكية طريقة اختبار لتحليل مركبات السيرومازين والميلامين في الأنسجة الحيوانية في دليل مختبر الكيمياء الخاص بها، والذي يحتوي على طرق الاختبار التي تستخدمها مختبرات هيئة خدمة سلامة الأغذية والتفتيش لدعم تفتيش برنامج تفتيش الوكالة الذي يضمن أن منتجات اللحوم والدواجن والبيض آمنة وصحية ومُصنَّفة بدقة. ذكرت وكالة حماية البيئة الأمريكية في عام 1999 في قاعدة مقترحة نُشرت في السجل الفيدرالي الأمريكي بشأن بقايا السيرومازين، أن مركب الميلامين، والذي هو مستقلب السيرومازين لم يعد يعتبر بقايا مثيرة للقلق.